# أم جرن
أم جرن قرية في منطقة سلمية التابعة لمحافظة حماة في سورية. تقع شرق مدينة حماة.